# 15-ös busz (Szeged)
A szegedi 15-ös jelzésű autóbusz Tarján, Víztorony tér és a Textilgyári út között közlekedett, egy irányban.

## Története
M15
Az M15-ös járat a Tarján, Víztorony tér – Csillag tér – Szilléri sugárút – Nagykörút – Kossuth Lajos sugárút – Vásárhelyi Pál utca – Textilgyári út – Textilművek útvonalon közlekedett 1985-ben.
15-ös
Az „M” betű elhagyásával a járat jelzése 15-ös lett.[mikor?] Az útvonala változatlan maradt, de az útvonalán minden megállóhelyen megállt. 1997-ben és 1999-ben csak Tarján felől járt a Textilművek felé, visszafelé nem. Ekkor összesen három indulása volt, kora reggel 5.20-kor, 6.10-kor és 6.40-kor. A 15-ös járat 2004. július 2-án járt utoljára.

## Útvonala
A 15-ös járat útvonala
| Textilgyári út felé |
| --- |
| Tarján, Víztorony tér vá. – Csillag tér – Szilléri sugárút – Nagykörút – Kossuth Lajos sugárút – Vásárhelyi Pál utca – Textilgyári út – Textilgyári út vá. |

## Megállóhelyei
| 0  | 0,0 | Tarján, Víztorony tér végállomás |
| 1  | 0,5 | Szilléri sugárút                 |
| 2  | 0,9 | Fecske utca                      |
| 4  | 1,4 | Cipőgyár                         |
| 5  | 1,7 | Felszabadulás Tsz.               |
| 6  | 2,3 | Csongrádi sugárút                |
| 7  | 2,8 | Hétvezér utca                    |
| 8  | 3,1 | Rókusi Általános Iskola          |
| 9  | 3,8 | Ruhagyár                         |
| 11 | 4,2 | SZVSE sporttelep                 |
| 12 | 4,9 | Tisza Volán Rt.                  |
| 13 | 5,1 | Kenyérgyári út                   |
| 14 | 5,3 | Kenyérgyár                       |
| 15 | 5,9 | Textilgyári út végállomás        |